# Göltzschtalhalle Rodewisch
Die Göltzschtalhalle Rodewisch ist eine Turnhalle im sächsischen Rodewisch. Es handelt sich um eine Dreifelderhalle mit Anbauten für Judo, Gewichtheben und Kegeln. Die Halle ist neben der Auerbacher Schloßarena die größte Turnhalle in der Umgebung.

## Geschichte

### Bau
Die Halle wurde 1996 errichtet. Sie war lange Zeit die einzige Sporthalle dieser Größe in der Umgebung Rodewischs.
Am 18. Juni 2016 wurde ein Teil der Schillerstraße im Gedenken an Rudolf und den kürzlich verstorbenen Dietmar Hüllebrand in Hüllebrand-Weg umbenannt.

### Renovierungen
Die Halle wurde in den Jahren 2021 und 2022 renoviert. Trotz laufender Ausbesserungen wurde eine umfassende Sanierung notwendig, weil besonders das Dach in Mitleidenschaft gezogen war. Die Stadt gab deshalb beim Planungsbüro Weininger & Hofmann Reichenbach für 2,9 Mio. Euro eine Sanierung in Auftrag. Das Vorhaben wurde zu 100 % durch den EFRE-Fond gefördert. Das Dach wurde gedämmt, es wurde eine moderne Belüftungsanlage installiert. 13 Firmen waren beteiligt. Letztendlich wurden über 3 Mio. Euro aufgewendet.

## Objektbeschreibung
Die Göltzschtalhalle ist eine Mehrzwecksporthalle. Die Haupthalle ist durch Trennvorhänge in drei Einzelhallen (je 15 × 27 m) teilbar. Versenk- beziehungsweise Absenkvorrichtungen im Hallenboden und Deckenbereich garantieren ein schnelles Umrüsten auf andere Sportarten. Spielfeldmarkierungen gibt es für Volleyball, Basketball, Federball, Handball, Fußball und Tennis. Für jeden der drei Hallenteile sind gesonderte Umkleide- bzw. Sanitärräume vorhanden. Es gibt schließbare Räume für Sportgeräte wir Bänke und Matten sowie Regieräumlichkeiten.
Es gibt besondere Bereiche in östliche Richtung für Judo („Heinz-Kölbel-Dojo“) und Gewichtheben. Weiterhin gibt es zwei Kegelbahnen. Das Kegeln hat in Rodewisch eine lange Tradition, was sich im Stadtwappen zeigt.
Es gab einen Außensportplatz mit Weitsprunggrube.
Die Halle wurde 2021 durch ein Falkensteiner Architekturbüro im Zuge des Sportstättenkonzept des MZSV Göltzschtal wie folgt bewertet:
- bauliche Bewertung: Note 2 (Kegelbahn 1, Judoraum 2, Gewichtheberraum 2, Außenanlage 2)
- sportfachliche Bewertung: Note 1 (Kegelbahn 1, Judoraum 2, Gewichtheberraum 2, Außenanlage 2).[6]

## Nutzung
Die Halle wird vorrangig für den Schulsport der drei örtlichen Schulen und für Vereinssport genutzt. Der Judo-Standort ist ein Leistungszentrum.
In der großen Halle finden große nationale und internationale Judo- und Gewichtheben-Wettkämpfe statt. Besonders für letztere ist die Halle gut geeignet, da die Wettkampfplattform im Hallenfundament federnd gelagert ist und Lasten somit anfangen kann. Auch Wettkämpfe im Jugendsport und in unteren Spiel- bzw. Kampfklassen finden statt.
Die Schulen (besonders das Johann-Heinrich-Pestalozzi-Gymnasium) arbeiten mit dem Judo-Verein zusammen. Judo ist Bestandteil des Lehrplans.
Auch die Kegelbahnen sind wettkampffähig.

## Judo-Leistungszentrum
Auf den Außenanlagen entsteht seit dem 24. November 2021 ein neues Gebäude für den Judo-Verein. Der Neubau wurde nach der Kündigung der bisherigen Räume nötig. Das Richtfest für das neue Judo-Leistungs- und Kompetenzzentrum wurde bereits gefeiert. Die Kosten für das Projekt liegen im siebenstelligen Bereich.
Nach dem ehemaligen Vereinsvorsitzenden des JV Ippon Rodewisch, Dietmar Hüllebrand, ist auch die heutige Anschrift der Halle benannt. Ehemals war die Halle in der Schillerstraße.